# Balele, Virajpet
Balele là một làng thuộc tehsil Virajpet, huyện Kodagu, bang Karnataka, Ấn Độ.